# Painkillers (EP)
| Críticas profissionais | Críticas profissionais |
| Avaliações da crítica  | Avaliações da crítica  |
| Fonte                  | Avaliação              |
| ---------------------- | ---------------------- |
| Allmusic               | [ 1 ]                  |
| Entertainment Weekly   | A−                     |

Painkillers é o segundo EP gravado pela banda americana de punk rock Babes in Toyland. Consiste em uma re-gravação de "He's My Thing", do álbum Fontanelle, e uma versão ao vivo das faixas do álbum, gravada no CBGB. Produzido principalmente por Jack Endino e Kat Bjelland, e lançado em 21 de junho de 1993 pela Southern Records no Reino Unido e em 22 de junho de 1993 em outros lugares do mundo pela Reprise Records.

## Faixas
Todas as canções escritas e compostas por Kat Bjelland, exceto onde indicado.
1. "He's My Thing" - 2:51
2. "Laredo" - 2:37
3. "Istigkeit" - 4:21
4. "Ragweed" (Lee Ranaldo) - 3:09
5. "Angel Hair" - 3:42
6. "Fontanellette" (Bjelland, Lori Barbero, Maureen Herman) - 34:04

## Créditos
Babes in Toyland
- Kat Bjelland → vocal, guitarra
- Lori Barbero → bateria e vocais de apoio
- Maureen Herman → baixo

## Desempenho nas tabelas musicais
| Chart           | Posição |       |
| --------------- | ------- | ----- |
| UK Albums Chart | 53      | [ 4 ] |